# Осберн Фиц-Ричард
Осберн Фиц-Ричард (англ. Osbern fitzRichard; умер после 1088) — английский барон, имевший владения в Валлийских марках, сын Ричарда Скроба, перебравшегося в Англию ещё в первые годы правления Эдуарда Исповедника. Осберн имел владения ещё при жизни отца. После Нормандского завоевания кроме наследства отца он получил ряд поместий от Вильгельма I Завоевателя, к 1086 году увеличив своё богатство в 3 раза. В 1088 году Осберн участвовал в восстании баронов Валлийской марки, но вскоре примирился с королём.

## Биография
Отцом Осберна был Ричард Скроб — француз неизвестного происхождения (возможно, нормандец), который переселился в Англию ещё в начале правления Эдуарда Исповедника, получив ряд владений на границе с Уэльсом. Книга Страшного суда указывает, что в его владении находилось поместье Берфорд в Шропшире, четыре поместья в Вустершире и поместье в Херефордшире. Главным поместьем Ричарда было Орентон в Херефордшире, рядом с которым он построил замок Ричарда — один из немногих замков, возведённых в Англии до Нормандского завоевания. Он женился на дочери местного землевладельца (тоже француза) Роберта Дьякона, которого некоторые исследователи идентифицируют с Робертом Фиц-Вимарком. В этом браке родилось минимум двое сыновей — Осберн и Уильям.
Год рождения Осберна неизвестен, но в 1066 году он, как и его брат, был взрослым. Ещё при жизни отца он владел небольшим владением, вероятно, отвоёванным у валлийцев графом Гарольдом Годвинсоном.
После Нормандского завоевания Англии Ричард Скроб и его сыновья признали нового короля. При новом правлении Осберн значительно расширил свои владения: кроме наследства отца получил от Вильгельма I Завоевателя ряд поместий, особенно в Вустершире и Уорикшире. Также 5 поместий в Мерсии ему принёс брак с Нестой, дочерью валлийского князя Грифида ап Лливелина от брака с Эдит Мерсийской, падчерицей английского короля Гаральда II Годвинсона. Также он взял в аренду ряд поместий у епископа Вустера, шерифа Глостера и Роджера Монтгомери, графа Шрусбери. Судя по всему, именно связи с графом Шрусбери определили успех его карьеры: в 1085 году достаточно независимый и богатый барон находился на службе у Монтгомери. Историк И. Сандерс называет его феодальным бароном Ричардс-Касла.
Всего Осберн в 1086 году владел в качестве главного арендатора 18 поместьями в графствах Херефордшир, Шропшир и Вустершир. Кроме того, он держал 58 поместий в графствах Шропшир, Уорикшир, Вустершир, Херефордшир, Глостершир, Бедфордшир, Хантингдоншир, Ноттингемшир, Оксфордшир в качестве субарендатора от короны и 40 поместий в графствах Шропшир, Уорикшир, Вустершир, Херефордшир и Ноттингемшир в качестве субарендатора от других феодалов. В итоге поместья Осберна простирались от валлийской границы до Вустера и Уорика, в стороне располагались только владения в Ноттингемшире и Бедфордшире. Они приносили ему совокупный ежегодный доход в 100 фунтов, что в 3 раза превосходило доход от поместий, которыми владел его отец в 1066 году.
Особенно важное положение Осберн занимал в Вустершире, где был вместе с шерифом и Жоффруа, епископом Кутанса, судьёй, решая спор между епископом Вустера и Ившемским аббатством. Кроме того, он был покровителем Вустерского монастыря.
В 1088 году Осберн присоединился к восстанию баронов Валлийской марки, но, поскольку у него не было владений в Нормандии, он вскоре примирился с королём.
Год смерти Осберна неизвестен. Его наследником стал старший сын Хью I.

## Брак и дети
Жена: Неста, дочь валлийского князя Грифида ап Лливелина от брака с Эдит Мерсийской. Дети:
- Хью I Фиц-Осберн (умер до 1140)[4].
- Турстан Фиц-Осберн[4].
- Неста (Агнес); муж: Бернард де Нёфмарш (после 1054—1125), феодальный барон Брекнока[4].